# ديزرت سترايك
ديزرت سترايك هي الأسطوانة المطوّلة الثالثة للموسيقية الكويتية فاطمة القادري، واستوحت فكرتها من لعبة الفيديو "ديزرت سترايك: ريترن تو ذا غلف" الصادرة عام 1992، والتي بدورها اعتمدت على أحداث عملية عاصفة الصحراء خلال حرب الخليج. أثناء طفولتها في الكويت خلال فترة الحرب، جرّبت القادري اللعبة بعد عام من انتهائها، مما جعل ذكريات الحرب الحقيقية تختلط لديها بتجربة اللعب الافتراضية. وبما أن اللعبة قدّمت تصورًا قاتمًا عن حرب الخليج، رغبت القادري في تقديم رؤية مغايرة أكثر إيجابية و"بريئة"، فمزجت بين أصوات الطفولة والمؤثرات الصوتية المرتبطة بالحرب.
صدرت الأسطوانة في 23 أكتوبر 2012 عن شركة "فايد تو مايند"، وحظيت بتقييمات إيجابية من النقاد الموسيقيين، كما أدرجتها مجلة "سبن" ضمن قائمتها لأفضل ألبومات الرقص لعام 2012.

## الموضوع والخلفية
وصف البيان الصحفي لشركة "فايد تو مايند" الأسطوانة بأنها مزيج يجمع بين الرهبة ودهشة الطفولة، وبين استراتيجيات الخيال وأجواء الألعاب. ورغم أن مصدر الإلهام كان لعبة "ديزرت سترايك: ريترن تو ذا غلف" لجهاز "سيغا جينيسيس"، فإن التجربة الشخصية للقادري خلال الحرب أضفت على العمل بعدًا خاصًا. فقد صرحت قائلة: "لقد أزعجني الأمر فعلًا، كنت أتساءل: كيف يمكن أن تتحول هذه التجربة إلى لعبة ألعبها؟ لا أستطيع وصف مدى اضطراب ذلك الشعور".
كطفلة، استخدمت القادري لوحة مفاتيح "كاسيو" لتعزف ألحانًا تبتكر من خلالها مع أختها عوالم خيالية و"ألعاب حرب". وعندما كبرت، أرادت أن تقدّم من خلال الأسطوانة منظورًا أعمق وأكثر براءة للتجربة، بعيدًا عن سوداوية اللعبة. وأشار موقع "دامي" إلى أن لعبة ديزرت سترايك منحت الأطفال نظرة صادمة على واقعهم، بينما حاولت الأسطوانة تحويل المشاركة النشطة إلى تجربة إيجابية وتمكينية، بدل أن تكون تبسيطًا لمأساة أو تجسيدًا لشر. وقد صنّف بعض النقاد، إلى جانب القادري نفسها، هذا العمل كجزء أساسي من ما وصفته الكاتبة صوفيا المارية بـ"الخيال المستقبلي الخليجي".

## التركيب الموسيقي
رغم استلهامها التقني من لعبة الفيديو، تخلو أسطوانة "ديزرت سترايك" تمامًا من الطابع "البشع" و"المزعج" لموسيقى اللعبة الأصلية، حسب وصف فاطمة القادري. بدلاً من ذلك، تجمع الأسطوانة بين أصوات زاهية وطفولية مع مؤثرات صوتية جادة تعبّر عن أجواء الحرب. وصف موقع "دامي" العمل بأنه يتميز بـ"جمالية خشنة على الحواف، وبراءة شبه مرحة تدور حول موضوعات الصراع والعدوان".
يتبع الألبوم بنية أطلق عليها الكاتب روري جيب اسم "رقصة من دون جسد"، حيث يسخر من أنماط مثل الغرايم، الفت وورك، والجي-فونك.
كما هو الحال في إصدارات القادري السابقة، تعتمد "ديزرت سترايك" على استخدام لوحات مفاتيح رقمية تعيد تشكيل أصوات الثمانينيات والتسعينيات مثل الجوقات، البوق، طبول الفولاذ، وأعضاء الأرغن، بالإضافة إلى أصوات إطلاق النار والانفجارات. تُدمج هذه الأصوات مع نسيج صوتي بصيغة 8-بت مقتبس من ألعاب الفيديو، فوق إيقاعات طبول "متناثرة وقطعية" كما جاء في البيان الصحفي.
حلل الناقد غلاين جاكسون صوت الجوقات واعتبر أنها "تضفي على الأسطوانة شعورًا غير مريح إلى حد ما، قد يكون مصدر غرابة الأغنية، أو من ناحية أخرى، تضيف لمسة من الهواء الملائكي للمشهد، حسب السياق المصاحب لها".
أما عن الفروقات مقارنة بأعمال القادري السابقة، فتشمل إيقاعات أبطأ وهياكل أوسع مساحة، كما أشار غلاين جاكسون في مراجعة نشرها على موقع إكس إل آر 8 آر.

## الإصدار والترويج
صدر مقطع "غوست رايد" في 11 أكتوبر 2012، وكُشف عن فيديوه في 1 فبراير 2013. وقد أُنتج الفيديو بواسطة أليكس غفويك لشركة ثانديرهورس لمتحف الفن المعاصر في لوس أنجلوس. ووصفت مجلة ذا فايدر المقطع بأنه يجمع بين لقطات حقيقية من الحرب ورسوميات ألعاب فيديو قديمة، إلى جانب مؤثرات حاسوبية مبتكرة، ليصور السلاح الخيالي "الشبح" الذي يتحرك بطريقة خارقة عبر الجِنّ، وهي الروح في الأساطير الإسلامية التي يُعتقد أنها تؤثر على عقول وقلوب البشر بتقمصها أشكالًا متعددة.
في مقابلة مع موقع رايزوم، ذكرت القادري أنها تعمل مع الكاتبة المارية على فيديو موسيقي لمقطع العنوان، إلا أن الفيديو الرسمي للأغنية لم يصدر حتى الآن. نُشر ألبوم "ديزرت سترايك" بشكل رقمي وعلى قرص فينيل في 23 أكتوبر 2012.

## الاستقبال النقدي
قارن صحفيون مثل كاري واجونر وريب بالرغم بين صوت أسطوانة "ديزرت سترايك" وصوت ألبوم "جانرا-سبيسيفيك إكسبيرينس" (2011).
في مراجعة لموقع "نوايزي"، منح واجونر الأسطوانة تقييم بي+، واصفًا إياها بأنها "عمل استثنائي"، لكنه رأى أنها أقل تنوعًا موسيقيًا وأقل "فخامة" مقارنة بألبوم "جانرا-سبيسيفيك إكسبيرينس".
أما الناقد روري جيب، فقال إن معظم مقاطع الأسطوانة قوية بحد ذاتها، لكنها أحيانًا تبدو هشة وجميلة وممتعة لدرجة أنها قد تتلاشى بسرعة.
ووصفت أليسون ستيوارت من صحيفة "ذا واشنطن بوست" الأسطوانة بأنها "عمل بارد وساحر"، وأشارت إلى أنها "عرض خفيف يخدع — أغانيها متشابهة إلى حد كبير، ولا يمكن فصل قيمتها الذاتية عن خلفية القادري، وأصوات الجوقة التي تشبه صوت أنيا تجعلها قريبة من موسيقى سبا نهاية العالم — لكنها مع ذلك تنجح بطريقة ما".
ظهرت "ديزرت سترايك" أيضًا في قائمة مجلة "سبن" لأفضل 20 ألبوم رقص لعام 2012، حيث وصفتها المجلة بأنها العمل الإلكتروني الأكثر "ارتباطًا اجتماعيًا" في ذلك العام.

## قائمة الأغاني
مشتق من ملاحظات الغلاف الخاصة بألبوم Desert Strike . 
| #  | عنوان           | المدة |
| -- | --------------- | ----- |
| 1. | "Ghost Raid"    | 2:16  |
| 2. | "Oil Well"      | 4:05  |
| 3. | "War Games"     | 3:08  |
| 4. | "Desert Strike" | 3:42  |
| 5. | "Hydra"         | 3:25  |

مشتق من ملاحظات الغلاف الخاصة بألبوم ديزرت سترايك .
- تأليف وإنتاج فاطمة القادري|                                                                                                                                                          |
| هذه المقالة جزء من سلسلة مقالات عن : |
| الثقافة الكويتية |
| المقالاتكويتيون • الفن • الأدب • اللهجة • المسرح • السينما • الموسيقى • فن تشكيلي • الصحافة • الرياضة • الميثولوجيا • العمران • المعارض الفنية • المتاحف |
| بوابة الكويت |
| ع ن ت |
- تم مزجها وإتقانها بواسطة جيريمي كوكس في Jeremy Cox Mastering في دنفر، كولورادو

## تاريخ الإصدار
| منطقة  | تاريخ          | التنسيقات | ملصق             |
| ------ | -------------- | --------- | ---------------- |
| عالميًا | 23 أكتوبر 2012 |           | التلاشي في العقل |

## روابط خارجية
- الموقع الرسمي لفاطمة القادري

 الكويت